# Werner Affeldt
Werner Affeldt (* 8. September 1928 in Brandenburg an der Havel; † 9. März 2019) war ein deutscher Mittelalterhistoriker.
Affeldt wurde 1955 von Wilhelm Berges an der Freien Universität Berlin zum Doktor der Philosophie promoviert. 1972 habilitierte er sich und begann seine Lehrtätigkeit an der Freien Universität Berlin (FU Berlin). Er lehrte und forschte anschließend als Professor für Mittelalterliche Geschichte am Friedrich-Meinecke-Institut der FU Berlin.

## Schriften (Auswahl)
- Frauen im Frühmittelalter. Eine ausgewählte, kommentierte Bibliographie. Lang, Frankfurt am Main 1990, ISBN 3-631-42764-6.
- Frauen in Spätantike und Frühmittelalter. Lebensbedingungen – Lebensnormen – Lebensformen. Beiträge zu einer internationalen Tagung am Fachbereich Geschichtswissenschaften der Freien Universität Berlin, 18. bis 21. Februar 1987. Thorbecke, Sigmaringen 1990, ISBN 3-7995-4124-1.[3]
- Hrsg. mit Annette Kuhn: Interdisziplinäre Studien zur Geschichte der Frauen im Frühmittelalter. Methoden – Probleme – Ergebnisse (= Frauen in der Geschichte, Bd. 7; Geschichtsdidaktik / Studien, Materialien, Bd. 39). Schwann, Düsseldorf 1986, ISBN 3-590-18053-6.
- Die weltliche Gewalt in der Paulus-Exegese. Vandenhoeck u. Ruprecht, Göttingen 1969.
- Die Auslegung von Röm. 13, 1–7 von Origenes bis zum Ende des 13. Jahrhunderts. Studien zur Entwicklung der Theorie von der weltlichen Gewalt. o. O. [1956].